# Corrida de toros, le matador blessé
Corrida de toros, le matador blessé est une huile sur toile de Marià Fortuny peinte entre 1867 et  1868.

## Contexte
Fortuny était alors au sommet de sa gloire. C'est à peu près à cette période qu'il commence à traiter le thème de la tauromachie. Il réalise également Brindis de l'espasa (également intitulé El torero) 1868 et une autre Corrida de toros en 1870, (dans la phase de  la lidia où le taureau n'a pas encore chargé le picador).

## Description
D'un plus grand format que La Corrida de toros, le tableau Corrida de Toros, le matador blessé est plus cru, moins « papillonnant » selon l'expression de Sophie Monneret et beaucoup plus proche du réalisme que de l'impressionnisme. On y voit un homme à terre secouru par d'autres toreros, tandis que le picador tente d'arrêter la charge du taureau. L'animal, cette fois, charge avec une certaine violence. Le tableau a été peint dans les anciennes arènes de Madrid.